# Modic
Modic je priimek več znanih Slovencev:
- David Modic (*1973), psiholog[1]
- Dušan Modic (1925—2000), agronom, univ. prof.
- Dušan Modic (1927—2022), astronom, šolnik, mentor, kulturni organizator, gledališčnik, lutkar
- Erik Modic (*1963), diplomat, župan o. Komen
- France Modic (?—1981), fagotist, kronist, fotograf, družbeni delavec
- Gašper Modic, jamar (speleolog)
- Heli Modic (1906—1985), pravnik in politik, univ. prof., akvarist
- Igor Modic (*1949), fotograf, fotoreporter
- Ivan Modic, dr. prava, državni pravdnik
- Ivan Modic (1912—1991), umetnostni zbiralec, prof.
- Izidor Modic (1884—1915), jezikoslovec, folklorist, prof.
- Jaka Modic (*1962), ilustator
- John (Leonard) Modic (1922—2000), ameriški literarni zgodovinar in književnik slov. rodu
- Katarina Modic, knjigotržka
- (Kazimir) Jurij Modic (1937—2022), stojnik, energetik
- Leon Modic, animator in scenarist
- Lev Modic (1913—1989), novinar, publicist, politik?
- Maja Modic, doc. FVV UM &prorektorica
- Marica Dekleva-Modic (1916—1980), pedagoginja
- Marko Modic (*1958), fotograf, likovni ustvarjalec in potopisec
- Martina Modic, biotehnologinja
- Maša Modic, pisateljica in pravljičarka
- Mateja Modic (*1964), živilska tehnologinja (Žito)
- Matic Modic (*1987), hokejist
- Max Modic (1964—2019), filmski kritik, producent in pisec
- Miha Modic, raziskovalec na Inštitutu Francisa Cricka v Londonu
- Miroslav Modic (1900—1944), slikar
- Roman Modic (1911—2003), kemik, kemijski tehnolog, univ. profesor
- Samo Modic (1927—2008), zdravnik, ustanovitelj Kliničnega inštituta za medicino dela, prometa in športa, prof. MF
- Tomaž Modic (*1960), veterinar
- Urban Modic, fotograf
- Zmago Modic (1953—2019), slikar in likovni šolnik